# 스징린
스징린(중국어: 史婧琳, 병음: Shǐ Jìnglín, 한자음: 사정림, 1993년 1월 3일 ~ )은 중국의 수영 선수로 주 종목은 평영이다. 2014년 아시안 게임 여자 평영 100m 경기에서 대회 신기록을 수립하며 금메달을 확득했다.